# Jan Pochopień
Jan Pochopień (ur. 2 grudnia 1912 we wsi Las k. Ślemienia, zm. 26 lipca 1984 w Krakowie) – polski duchowny rzymskokatolicki, kapłan archidiecezji krakowskiej, kapelan Narodowej Organizacji Wojskowej i Narodowych Sił Zbrojnych, notariusz kurii metropolitalnej w Krakowie.

## Życiorys
Po zdaniu matury w Gimnazjum Humanistycznym w Bielsku studiował w latach 1931–1936 na Wydziale Teologicznym Uniwersytetu Jagiellońskiego w Krakowie. 5 kwietnia 1936 roku przyjął święcenia kapłańskie. 25 stycznia 1950 roku objął stanowisko notariusza w Kurii Metropolitalnej w Krakowie. 27 stycznia 1953 roku skazany w procesie księży kurii krakowskiej na 8 lat więzienia. Karę odbywał w więzieniach na ul. Montelupich w Krakowie i Nowy Wiśniczu. Ze względów zdrowotnych 16 maja 1955 r. otrzymał roczny urlop w odbywaniu kary. Do więzienia już nie wrócił, ale odmówiono mu zgody na objęcie funkcji wikarego w parafii św. Mikołaja w Krakowie. 11 marca 1959 roku Zgromadzenie Sędziów Najwyższego Sądu Wojskowego uchyliło wyrok z 1953 roku. Sprawę skierowano do ponownego rozpatrzenia przed Sądem Warszawskiego Okręgu Wojskowego. Amnestionowany 27 lutego 1964 roku. 10 lutego 1992 roku Sąd Warszawskiego Okręgu Wojskowego stwierdził nieważność orzeczeń w procesie księży Kurii Krakowskiej w 1953 roku. 11 kwietnia 1964 roku otrzymał nominację na sędziego prosynodalnego w Sądzie Metropolitalnym w Krakowie. Mieszkał jako rezydent na Wawelu. Często jako kapelan towarzyszył biskupowi Julianowi Groblickiemu w jego wyjazdach do parafii. Pochowany został na Cmentarzu Salwatorskim.